# Kościół św. Teresy od Dzieciątka Jezus w Kołkach
Kościół św. Teresy od Dzieciątka Jezus w Kołkach – katolicki kościół filialny zlokalizowany we wsi Kołki w gminie Choszczno, w powiecie choszczeńskim (województwo zachodniopomorskie). Należy do parafii Nawiedzenia Najświętszej Maryi Panny w Brzezinach.

## Historia i architektura
Kościół został wybudowany w 1870 roku. Utrzymany w stylu neogotyckim, murowany jest z cegły, kamienia łupanego i kostki granitowej. Sytuowany na planie prostokąta, posiada wydzielone, trójbocznie zamknięte prezbiterium. W korpusie znajdują się ostrołukowe, duże okna, osadzone w zdwojonych, ceglanych ościeżach. Od strony zachodniej do kościoła dostawiona jest smukła, czworoboczna wieża, murowana z cegły. W dolnej jej kondygnacji umieszczone są trzy okna, w kolejnej dwa, jeszcze wyżej znajduje się zegar. Wieżę nakrywa spiczasty dach hełmowy z krzyżem na szczycie.
Wnętrze kościoła nakrywa drewniany, belkowany strop. Nad wejściem znajduje się empora muzyczna z organami. Prezbiterium oddzielone jest od nawy łukiem tęczowym. 
Po II wojnie światowej kościół został poświęcony jako świątynia katolicka w dniu 3 października 1945 roku.